# Station Oisterwijk
Station Oisterwijk is een spoorwegstation in de Nederlandse stad Oisterwijk in de provincie Noord-Brabant. Het station is een Waterstaatstation van de vierde klasse en is een van de vijftien stations die ooit in deze klasse is gebouwd.

## Gebouw
Het stationsgebouw werd gebouwd in 1863 en is van het standaardtype SS 4e klasse. Het station is ontworpen door de ingenieur Karel Hendrik van Brederode. Het station bestaat uit 2 sporen, 1 langsperron, en een eilandperron. De twee perrons zijn in bajonetligging.
Op het station zijn zowel een onbewaakte fietsenstalling, fietskluizen als een parkeerplaats aanwezig. Ook is er een bushalte en een taxistandplaats.

## Ligging
Het station ligt ongeveer 6 kilometer oostelijk van Tilburg en direct aan de noordzijde van het centrum van Oisterwijk.

## Treinverbindingen
De volgende treinserie halteert in de dienstregeling 2025 te Oisterwijk:
| Serie | Treinsoort    | Route                                                                      | Bijzonderheden |
| ----- | ------------- | -------------------------------------------------------------------------- | --- |
| 6400  | Sprinter (NS) | Tilburg Universiteit – Tilburg – Oisterwijk – Eindhoven Centraal – (Weert) | Rijdt tussen 20:00 en 22:00 uur en op zondag 1x/uur tussen Eindhoven Centraal en Weert. Rijdt na 22:00 uur 1x/uur op het hele traject. |

In de avond rijden sommige sprinters richting Weert niet verder dan Eindhoven Centraal.

## Busverbindingen
De volgende buslijnen van Arriva stoppen op station Oisterwijk:
| Lijn | Route                                                                                | Soort     |
| ---- | ------------------------------------------------------------------------------------ | --------- |
| 140  | 's-Hertogenbosch - Vught - Helvoirt - Haaren - Oisterwijk - Berkel-Enschot - Tilburg | Streekbus |
| 239  | 's-Hertogenbosch - Cromvoirt - Helvoirt - Biezenmortel - Udenhout - Oisterwijk       | Buurtbus  |
| 289  | Oisterwijk - Moergestel - Biest-Houtakker - Hilvarenbeek                             | Buurtbus  |

## Ontwikkeling aantal reizigers
Het aantal door NS vervoerde reizigers (per gemiddelde werkdag) ontwikkelde zich sinds 2019 als volgt:
| Jaar | Aantal reizigers |
| ---- | ---------------- |
| 2019 | 2.727            |
| 2020 | 1.306            |
| 2021 | 1.558            |
| 2022 | 2.162            |
| 2023 | 2.314            |
| 2024 | 2.214            |

## Afbeeldingen

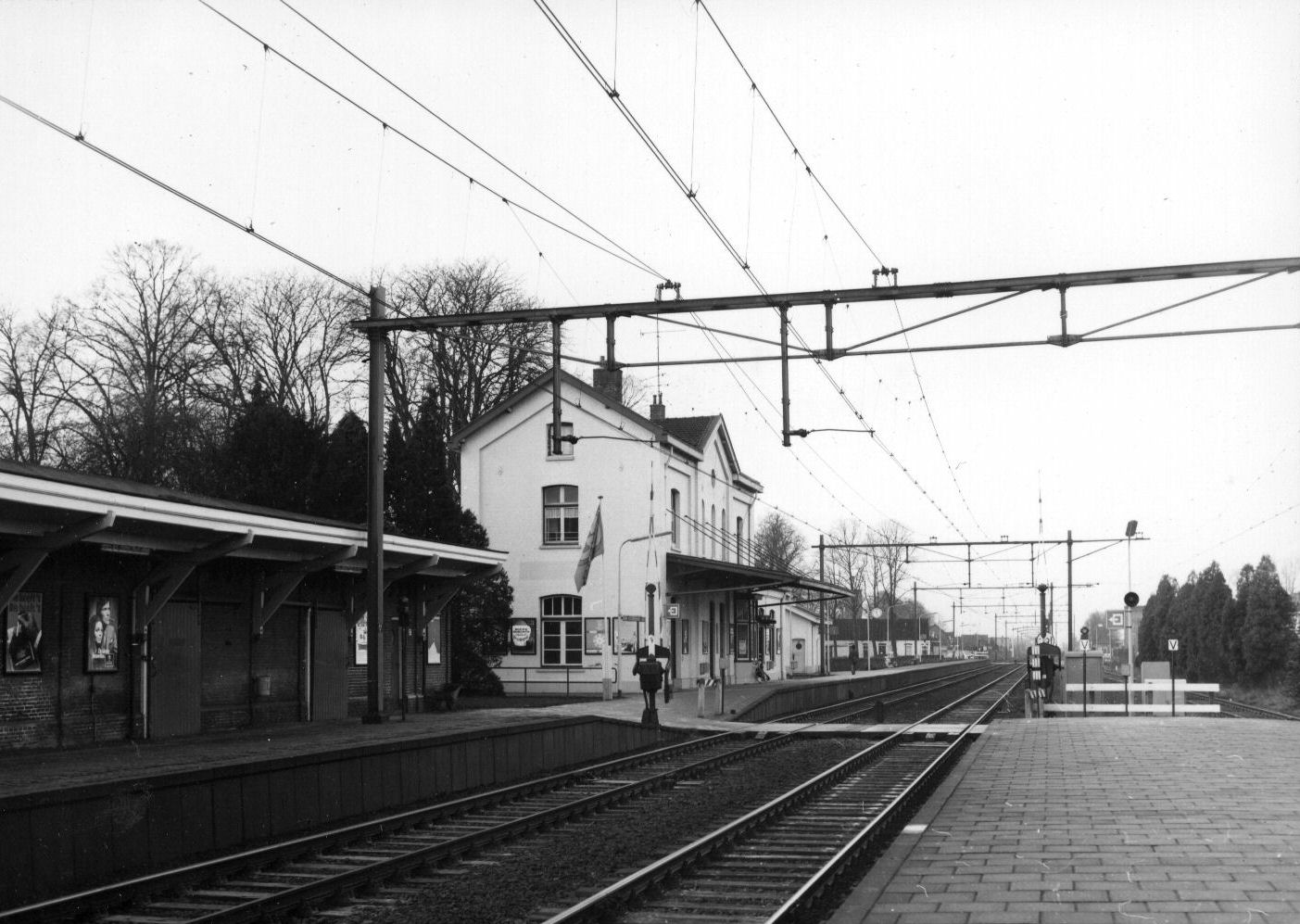
Station in 1972
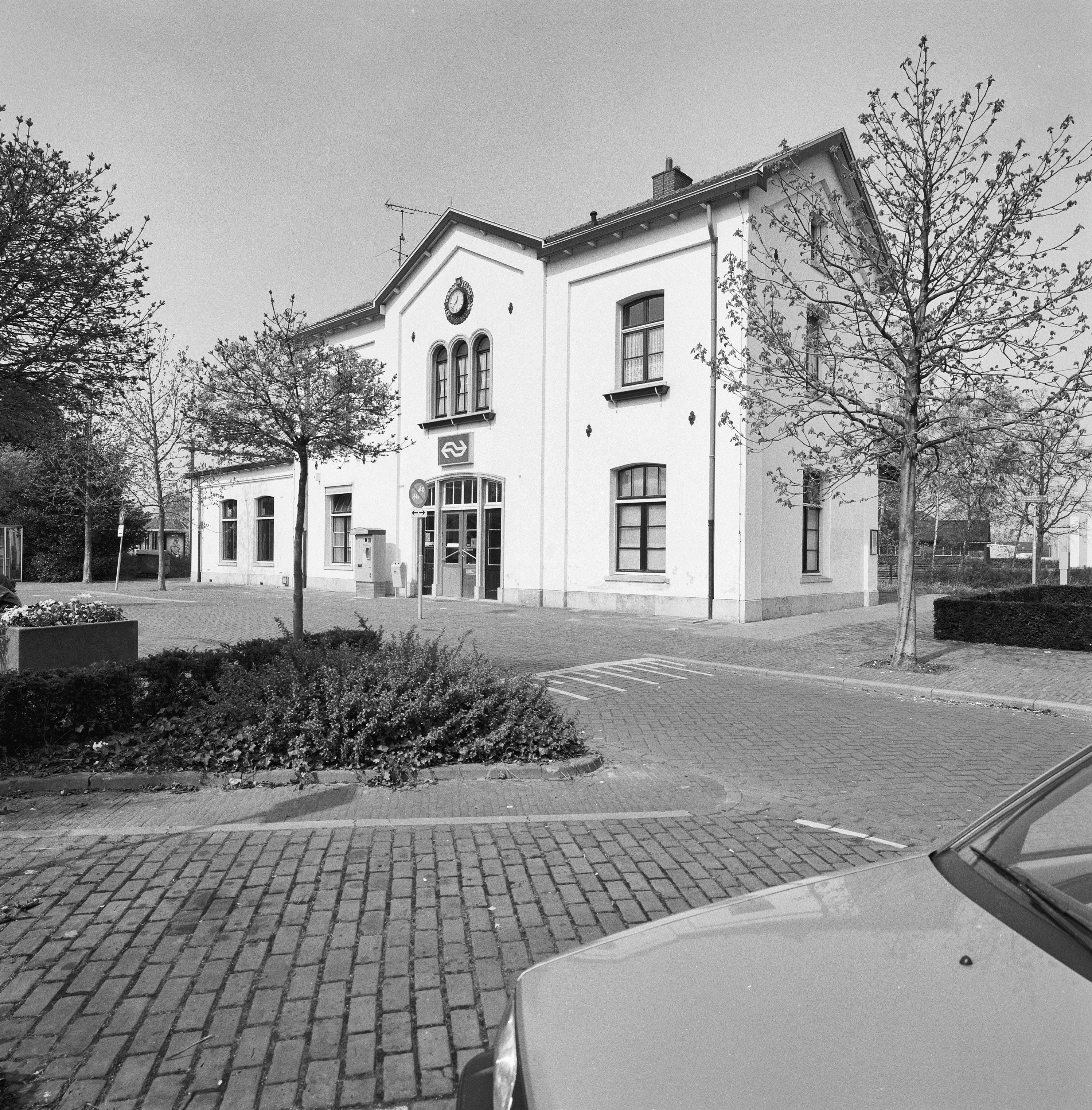
Station Oisterwijk in 1997
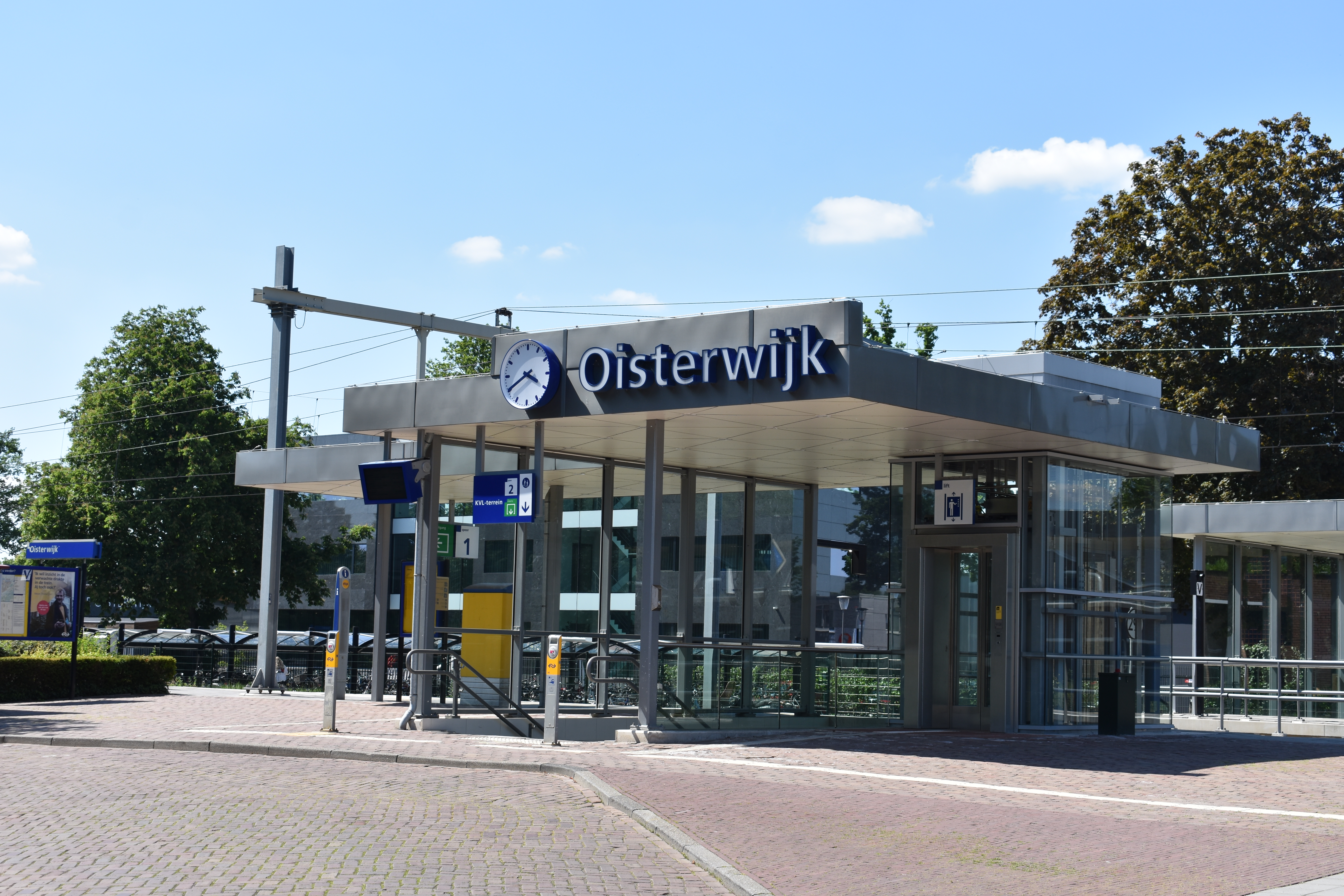
Achteringang van het station
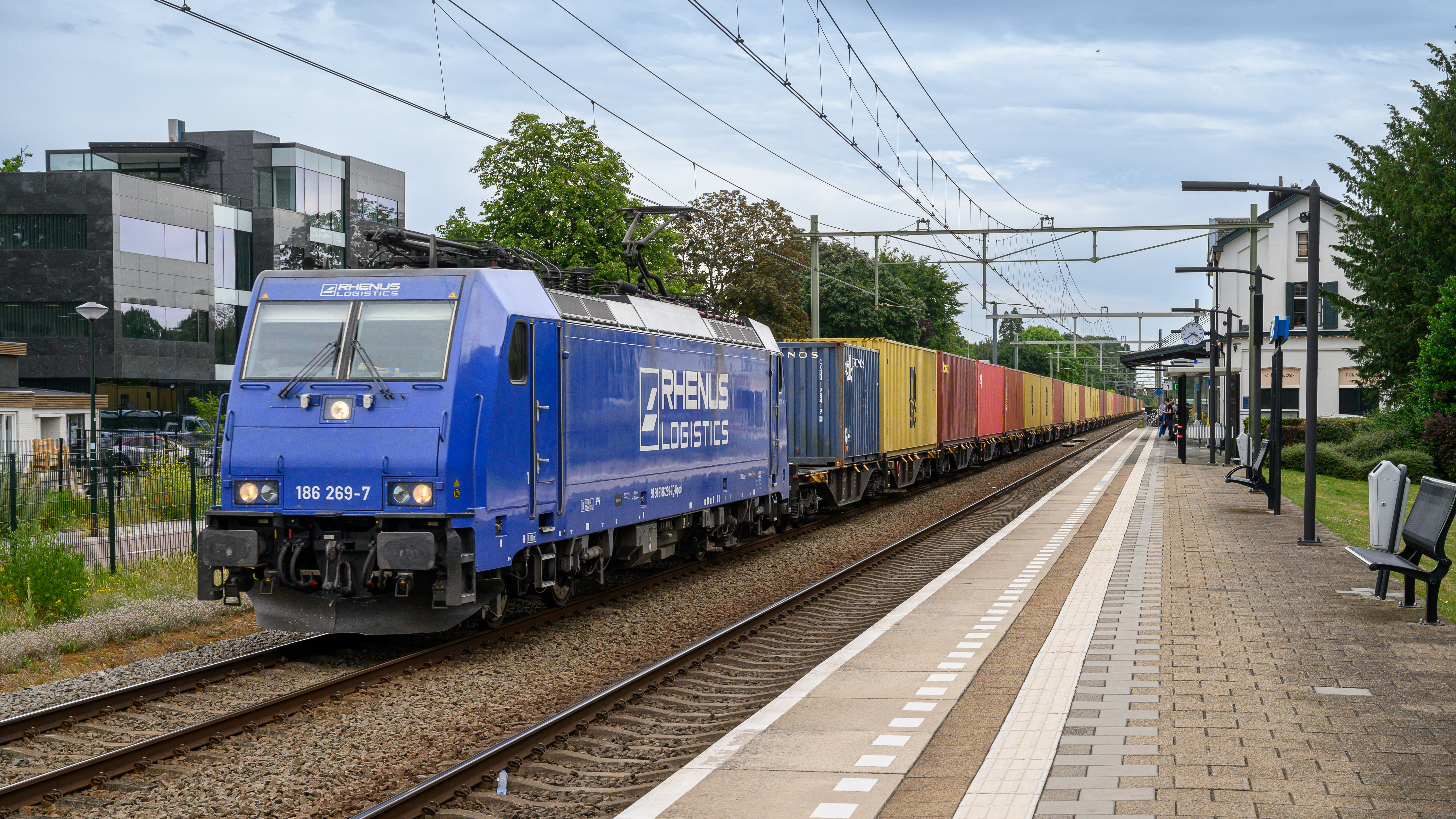
Goederentrein passeert het station
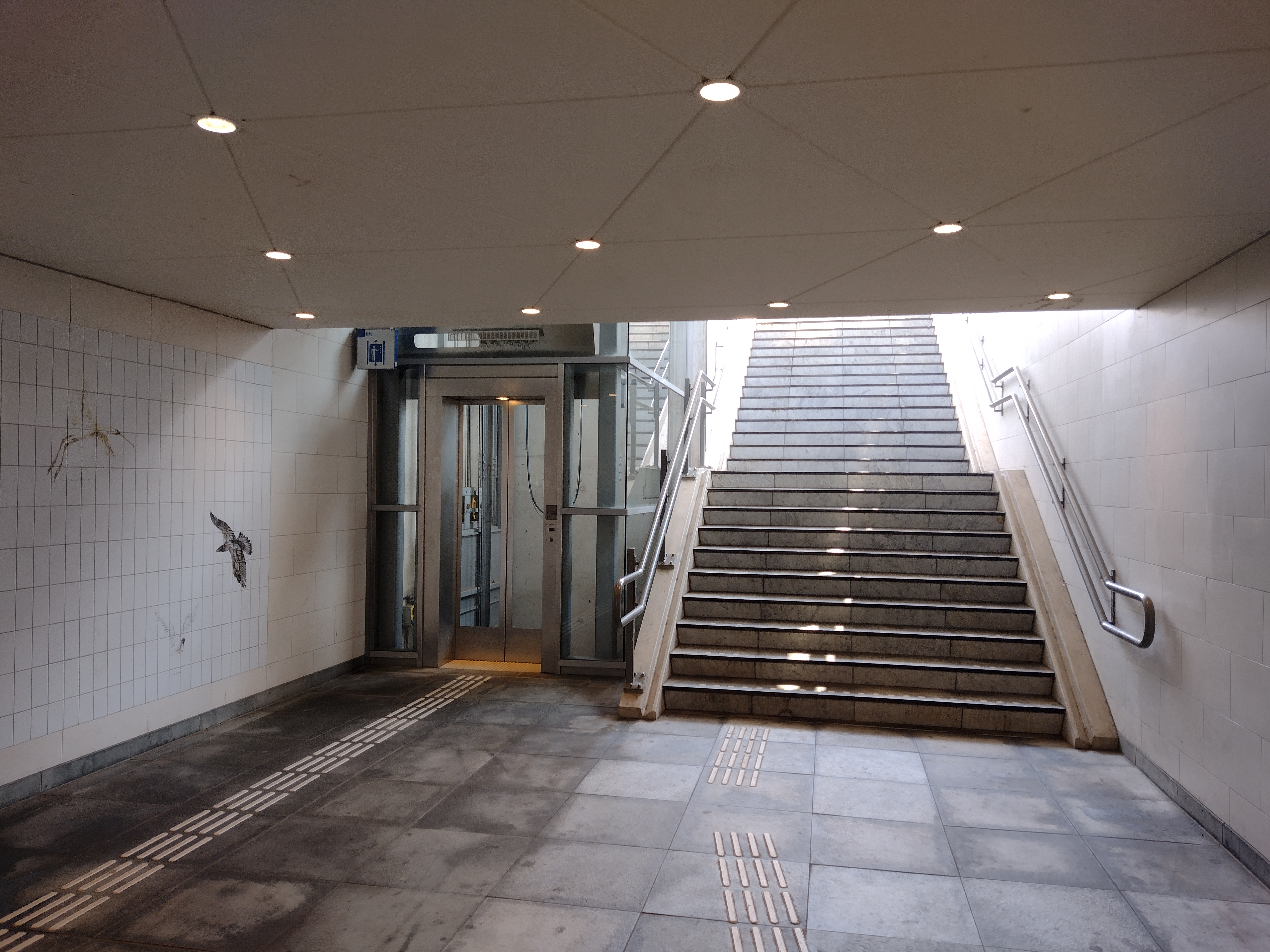
Tunnel onder de sporen

Bergen op Zoom · 
Best · 
Boxmeer · 
Boxtel · 
Breda · 
-Prinsenbeek · 
Cuijk · 
Deurne · 
Eindhoven:
-Centraal · 
-Stadion · 
-Strijp-S ·
Etten-Leur · 
Geldrop · 
Gilze-Rijen · 
Heeze · 
Helmond · 
-Brandevoort ·
-Brouwhuis · 
-'t Hout · 
's-Hertogenbosch · 
-Oost · 
Lage Zwaluwe · 
Maarheeze · 
Oisterwijk · 
Oss ·
-West · 
Oudenbosch · 
Ravenstein · 
Roosendaal · 
Rosmalen · 
Tilburg · 
-Reeshof · 
-Universiteit · 
Vierlingsbeek · 
Vught · 
Zevenbergen
Voormalige stations: zie de lijst van voormalige spoorwegstations in Noord-Brabant